# Runnin' Wild
Runnin' Wild är Airbournes debutalbum. Albumet släpptes den 27 juni 2007.

## Låtlista
1. "Stand Up for Rock 'N' Roll" - 4:01
2. "Runnin' Wild" - 3:38
3. "Too Much, Too Young, Too Fast" - 3:42
4. "Diamond in the Rough" - 2:53
5. "Fat City" - 3:26
6. "Blackjack" - 2:42
7. "What's Eatin' You" - 3:36
8. "Girls in Black" - 3:15
9. "Cheap Wine & Cheaper Women" - 3:10
10. "Heartbreaker" - 3:56
11. "Let's Ride" - 3:28